# De gamlas vänner

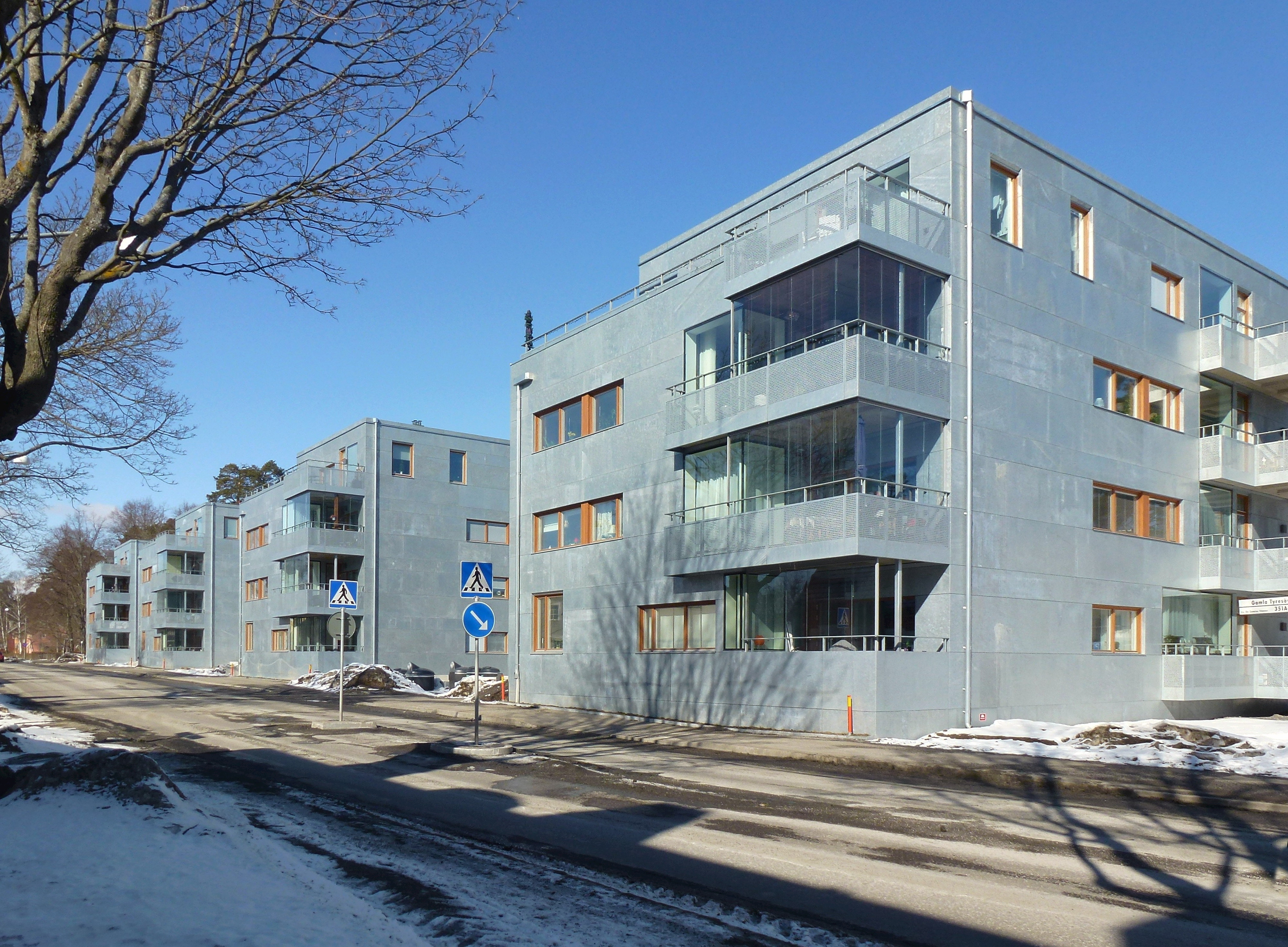
Kvarteret "De gamlas vänner", 2013.

De gamlas vänner är ett kvarter vid Gamla Tyresövägen 351 A-D  i Enskededalen, södra Stockholm. I kvarteret uppfördes 2010-2012 fyra punkthus med totalt 44 lägenheter. Husen nominerades till Årets Stockholmsbyggnad 2013 och kom på plats tre i omröstningen. Kvarterets namn härrör från sällskapet ”De gamlas vänner” som grundade och drev det närbelägna ”Hemmet för gamla”.

## Bakgrund
Inom ramen för Stockholms översiktsplanen ÖP 99 att ”bygga staden inåt” genomfördes under 2004 omfattade programarbete för kompletteringsbebyggelse i Kärrtorp och delar av Enskededalen och Bagarmossen. Syftet var att skapa ett planeringsunderlag som byggde på såväl fackkompetens som lokal kunskap. Under mars 2005 redovisades programmet i stadsbyggnadsnämnden, som beslöt att detaljplaner för omkring 1000 lägenheter skulle upprättas. Planområdet ligger i kanten av Viloparken med  äldreboendet Hemmet för gamla. Detaljplanen vann laga kraft i oktober 2009 och byggstart var på hösten 2010.

## Byggnaderna
Detaljplanen skräddarsyddes för de fyra punkthusen längs Gamla Tyresövägen. Byggnaderna ritades av arkitektkontoret Joliark och består av fyra punkthus med elva bostäder i varje. Varje hus består av två ihopsatta volymer, en lägre i tre våningar mot gatan, och en högre i fyra våningar mot parkområdet i norr. Punkthusen innehåller tre lägenheter per plan med två, tre och fyra rum och kök, som grupperar sig kring ett mörkt trapphus. Det översta planet innehåller två lägenheter som dragits in och därmed fått stora terrasser. Iögonfallande är fasadbeklädnaden som består av 3 mm varmförzinkad stålplåt. Även andra detaljer såsom balkongräcken och belysningsarmaturer är varmförzinkade. Fönsterbågar och karmar är av trä som hålls i en varm, gyllenfärgad nyans som kontrasterar mot den hårda, kyliga plåten.

## Bilder

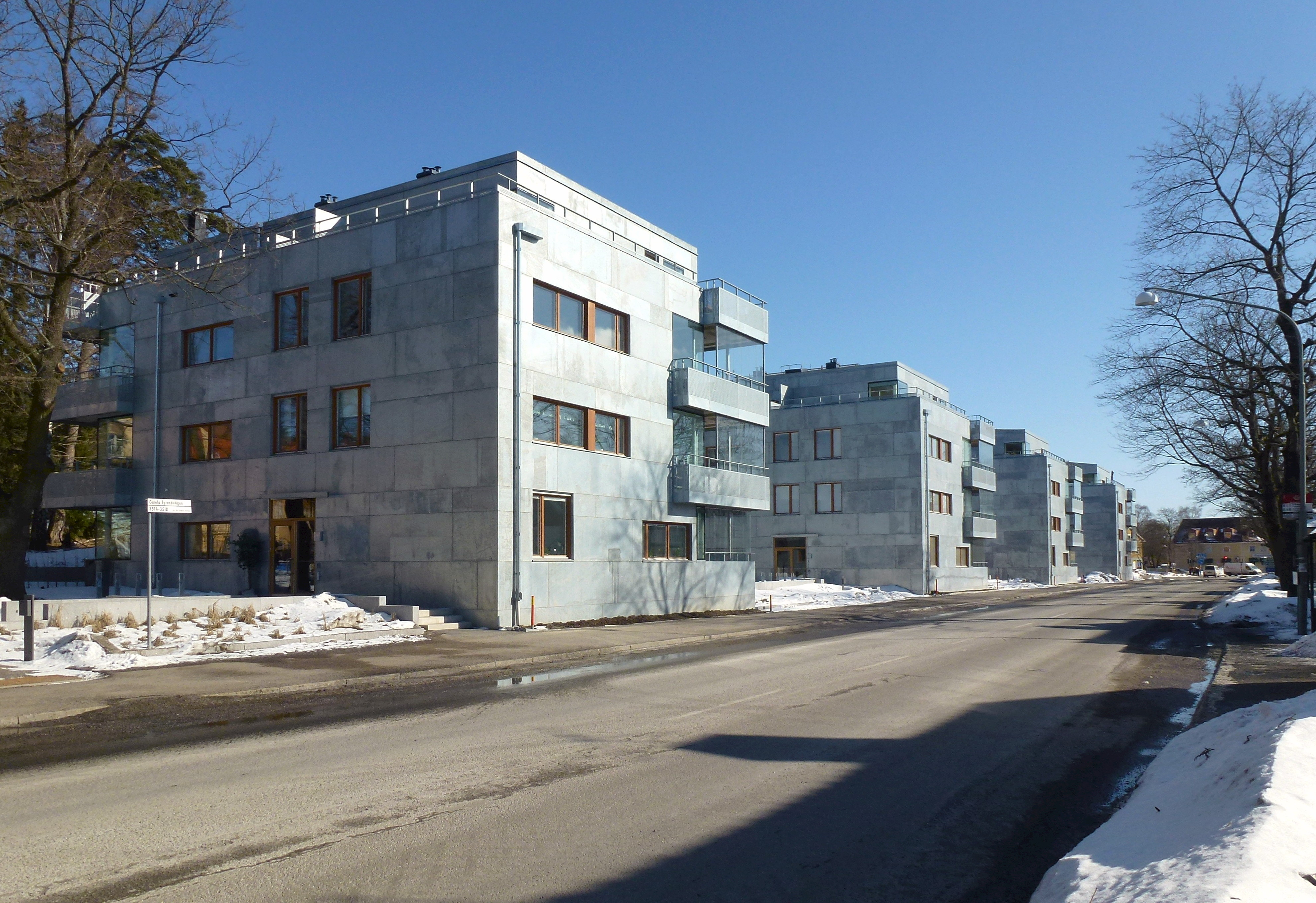
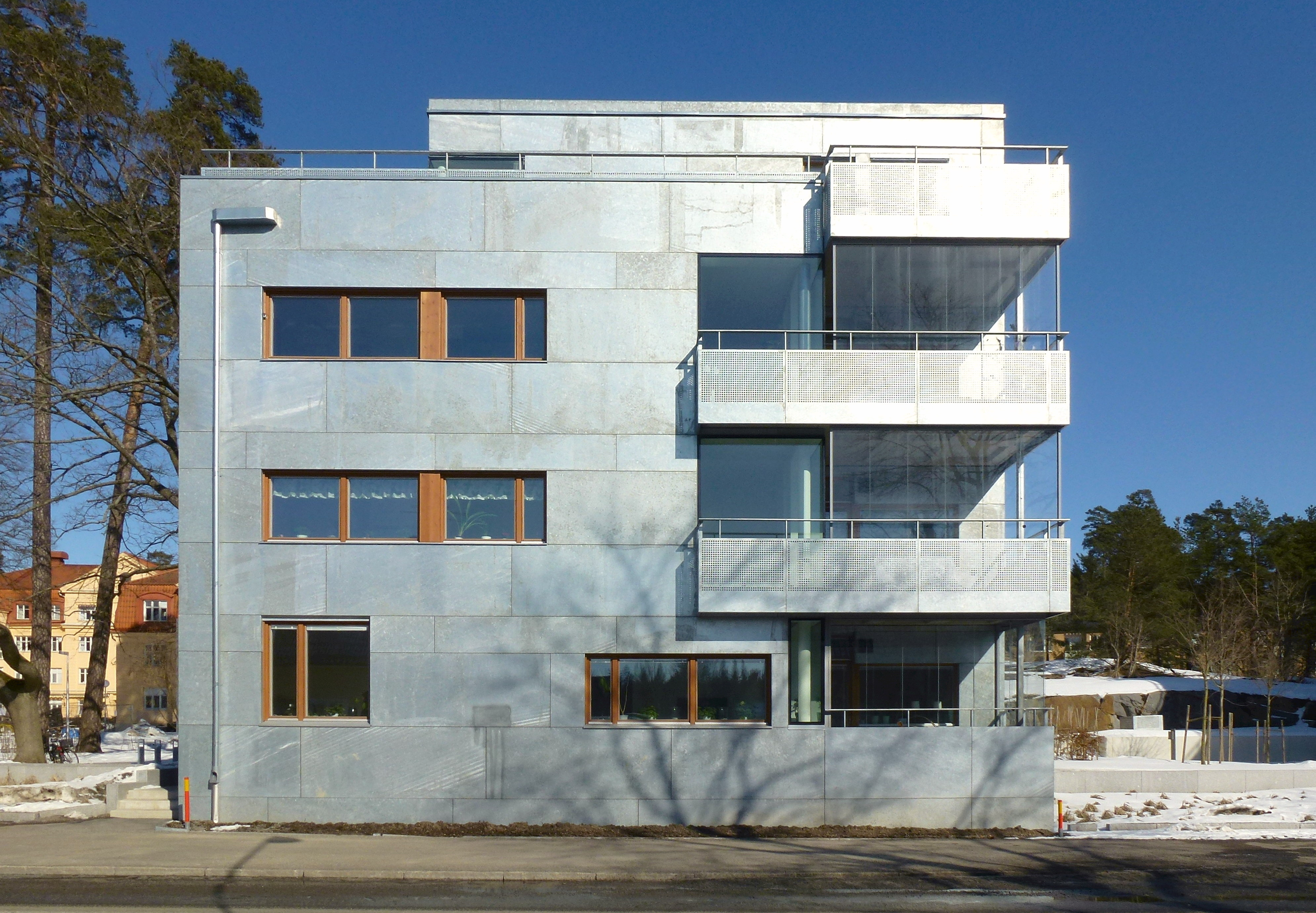
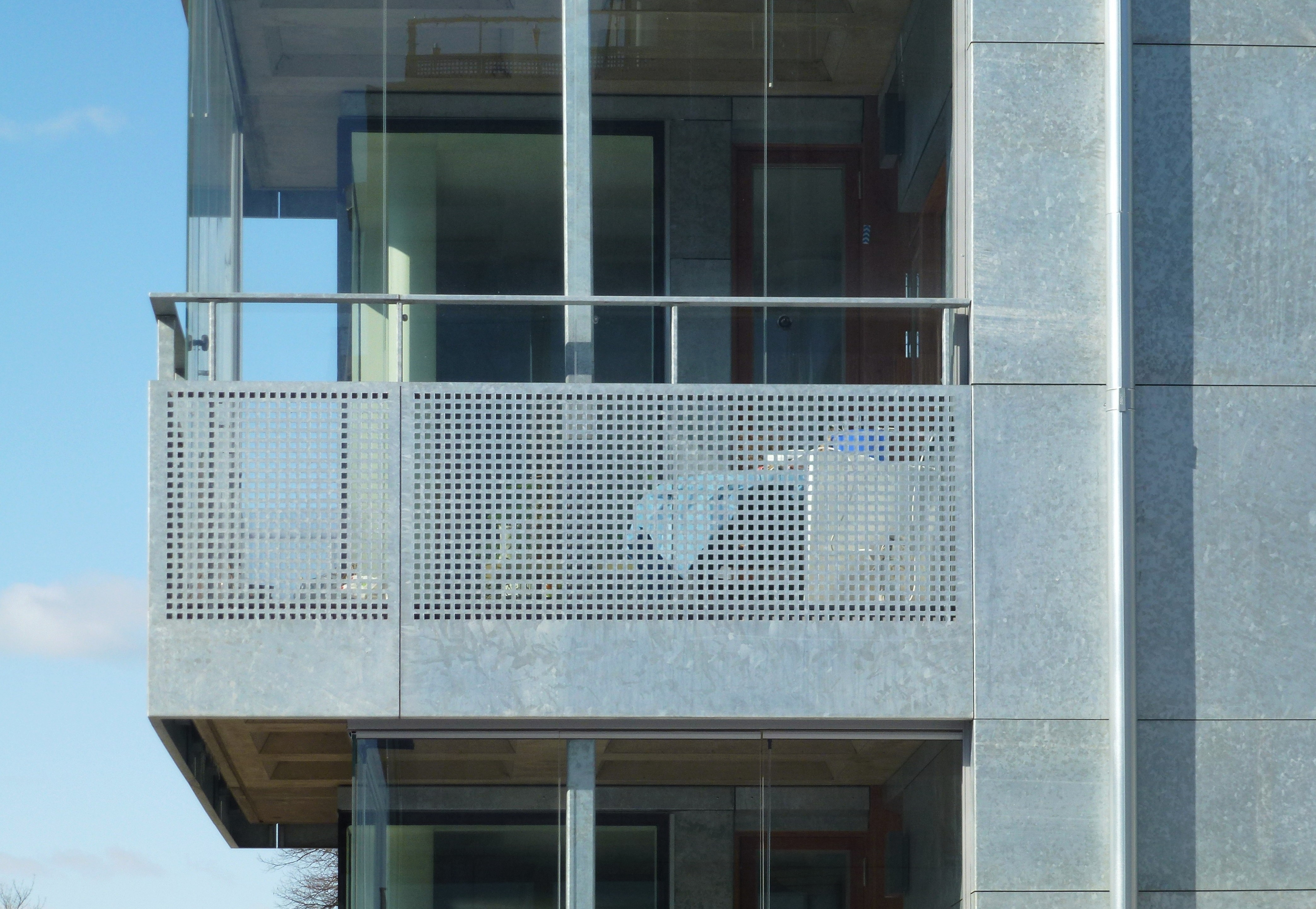
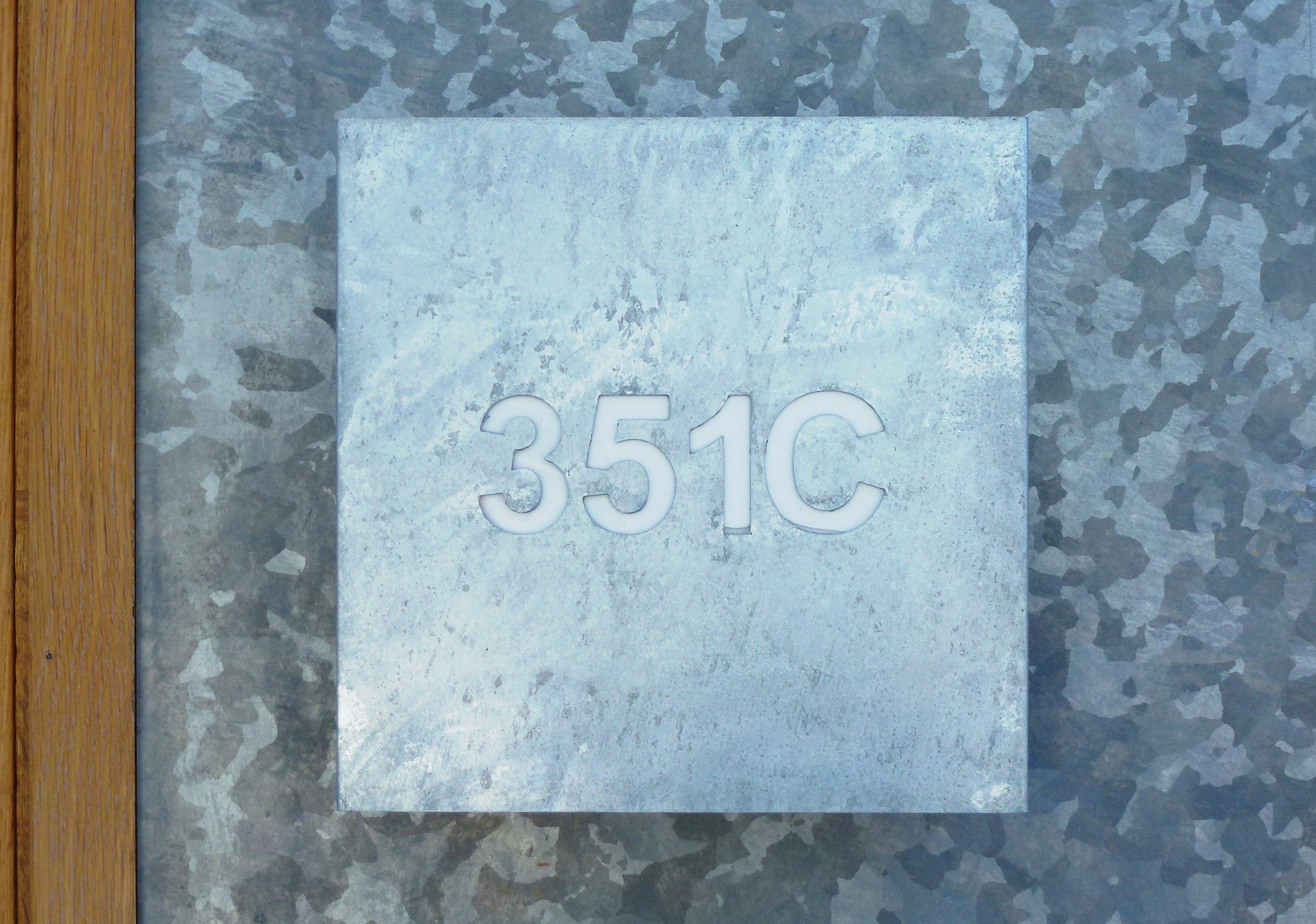